# Pincez tous vos koras, frappez les balafons
Pincez tous vos koras, frappez les balafons is het volkslied van het West-Afrikaanse land Senegal.
De tekst is van Léopold Sédar Senghor en de muziek is van Herbert Pepper.
De volledige Franstalige tekst betreft:
Pincez tous vos koras, frappez les balafons.
Le lion a rugi.
Le dompteur de la brousse
D'un bond s'est élancé,
Dissipant les ténèbres.
Soleil sur nos terreurs, soleil sur notre espoir.
Debout, frères, voici l'Afrique rassemblée
Refrein :
Fibres de mon coeur vert.
Épaule contre épaule, mes plus que frères,
O Sénégalais, debout !
Unissons la mer et les sources, unissons la steppe et la forêt !
Salut Afrique mère, salut Afrique mère.
Sénégal toi le fils de l'écume du lion,
Toi surgi de la nuit au galop des chevaux,
Rend-nous, oh ! rends-nous l'honneur de nos ancêtres,
Splendides comme ébène et forts comme le muscle
Nous disons droits - l'épée n'a pas une bavure.
(Refrein)
Sénégal, nous faisons nôtre ton grand dessein :
Rassembler les poussins à l'abri des milans
Pour en faire, de l'est à l'ouest, du nord au sud,
Dressé, un même peuple, un peuple sans couture
Mais un peuple tourné vers tous les vents du monde.
(Refrein)
Sénégal, comme toi, comme tous nos héros,
Nous serons durs sans haine et des deux bras ouverts.
L'épée, nous la mettrons dans la paix du fourreau,
Car le travail sera notre arme et la parole.
Le Bantou est un frère, et l'Arabe et le Blanc.
(Refrein)
Mais que si l'ennemi incendie nos frontières
Nous serons tous dressés et les armes au poing :
Un peuple dans sa foi défiant tous les malheurs,
Les jeunes et les vieux, les hommes et les femmes.
La mort, oui! Nous disons la mort, mais pas la honte.
(Refrein)
Onafhankelijke staten: Algerije · Angola · Benin · Botswana · Burkina Faso · Burundi · Centraal-Afrikaanse Republiek · Comoren · Congo-Brazzaville · Congo-Kinshasa · Djibouti · Egypte · Equatoriaal-Guinea · Eritrea · Ethiopië · Gabon · Gambia · Ghana · Guinee · Guinee-Bissau · Ivoorkust · Kaapverdië · Kameroen · Kenia · Lesotho · Liberia · Libië · Madagaskar · Malawi · Mali · Marokko · Mauritanië · Mauritius · Marokko · Mozambique · Namibië · Niger · Nigeria · Oeganda · Rwanda · Sao Tomé en Principe · Senegal · Seychellen · Sierra Leone · Somalië · Soedan · Swaziland · Tanzania · Tsjaad · Togo · Tunesië · Zambia · Zimbabwe · Zuid-Afrika · Zuid-Soedan
Niet algemeen erkende landen: Somaliland · Westelijke Sahara
Afhankelijke gebieden: Mayotte · Réunion (onofficieel) · Saint Helena, Ascension and Tristan da Cunha (onofficieel)